# Chauss'fight
Le Chauss’fight est un sport de combat de percussion s'inspirant du chausson marseillais, ancienne pratique de combat apparue au XIXe siècle dans le sud de la France. Il fait partie des boxes pieds-poings, utilisant des mouvements appelés « coups » qui permettent de toucher/frapper l’adversaire avec les différentes surfaces des pieds recouverts de chaussures et avec les tibias, ainsi qu’avec le devant des poings recouverts de gants. 
Le Chauss'fight a été créé en 2007. Il est règlementé et administré par la fédération française de kick boxing muay thai et disciplines associées (FFKMDA).

## Pratiques
Les différentes formes de pratique du Chauss’fight sont le combat, l'assaut technique et le sans contact. 
- Le combat permet aux boxeurs de se livrer à une forme d’affrontement de plein contact sécurisé. Pour faire du combat, il faut avoir 18 ans minimum et satisfaire aux examens médicaux d’usage.

- La pratique « technique » permet de s’opposer en valorisant la gestuelle des boxeurs et en interdisant la puissance des coups à l’impact.

- La pratique « sans contact » est réservée aux jeunes enfants. Elle se pratique dans une forme d'opposition jouée et technique en interdisant de toucher l’adversaire.

## Règles

### Les coups

#### Surfaces autorisées à être touchées ou frappées
- Pour les coups de pied :

Toutes les parties antéro latérales de la tête et du buste, et toutes les parties des membres inférieurs.
- Pour les coups de poing :

Toutes les parties antéro latérales de la tête et du buste.

#### Surfaces interdites à être touchées ou frappées
- Pour les coups de pied :

Le triangle génital.
La nuque et l’arrière de la tête.
La poitrine pour les féminines.
- Pour les coups de poing :

Les membres inférieurs.
La nuque, le dessus et l’arrière de la tête.
Le dos.
La poitrine pour les féminines.

### Coups de pied, règles générales
Pour la délivrance des coups de pied ou techniques de jambes, toute la surface de la chaussure, ainsi que la surface du tibia peuvent toucher l’adversaire. On ne parle que d’armes (pieds et tibias) et de cibles (parties du corps autorisées), sans trajectoires imposées. Cela implique, par définition, que la délivrance (la manière d’exécuter) des coups de pied, est libre. 
- En fonction de ce principe, on distingue cinq types de coups de pied (techniques de jambes)

- Les techniques de coups circulaires (fouetté, balancé, engagé, semi circulaire) : coups délivrés dans un plan sagittal et selon une trajectoire plus ou moins horizontale. Les armes sont la pointe, le dessus de la chaussure et le tibia. Les cibles visées sont généralement les parties latérales du corps de l’adversaire. A l’impact, les hanches sont plus ou moins de profil.

- Les techniques de coups en revers (retombants, oblique externe, oblique interne, latéral genou fléchi ou tendu) : coups délivrés dans un mouvement de circumduction avec une trajectoire généralement montante puis redescendante ou horizontale, de l’intérieur vers l’extérieur ou inversement par rapport à l’axe longitudinal du corps. Les armes peuvent être la semelle, les bords interne ou externe de la chaussure ou le talon. Toutes les parties du corps de l’adversaire peuvent être visées. A l’impact les hanches sont plus ou moins de profil ou de face en fonction du type de revers utilisé.

- Les techniques de coups directs (chassé-poussé, percutant, bas) : coups délivrés dans un plan antéro-postérieur, et selon une trajectoire rectiligne. Les armes sont la pointe, le talon, la semelle ou le bord interne de la chaussure, et visent généralement les cibles présentées de face, sur tous les niveaux du corps de l’adversaire. A l’impact les hanches sont de face par rapport à l’adversaire.

- Les techniques de coups latéraux (chassé-poussé, percutant) : coups délivrés dans un plan antéro-postérieur, et selon une trajectoire rectiligne. Les armes sont la semelle, le bord externe ou le talon de la chaussure, et visent en général les cibles présentées de face à tous les niveaux. A l’impact les hanches sont de profil par rapport à l’adversaire.

- Les balayages (intérieur, extérieur, fauchages, crocheté) : coups délivrés dans un plan  horizontal, et selon un mouvement balancé et pendulaire (à l’exception du crocheté), généralement selon une trajectoire latérale. Les armes sont le bord interne et le dessus de la chaussure ainsi que la jambe, et visent en général toutes les parties des membres inférieurs de l’adversaire sous les genoux. Toutes les positions sont possibles à l’impact. Ces coups ont pour principal objectif de déséquilibrer l’adversaire.

Il existe cinq catégories de techniques de jambes en Chauss’fight (circulaires, revers, directs, latéraux, balayages). Chaque catégorie comporte différents types de coups décrits ci-après (modes de frappes), qui varient sur un ou plusieurs des critères de description (arme, cible, trajectoire, délivrance, distance, position du corps à l’impact, effet recherché).
Ces techniques de jambe peuvent se combiner entre elles (utiliser différentes trajectoires et plans de frappe avec des orientations de corps multiples) et ainsi réaliser des formes « hybrides ».
Les techniques de jambes peuvent être réalisées sous forme de mouvement pénétrant, destiné à pousser ou repousser, sous forme de mouvement percutant destiné à heurter, ou sous forme de mouvement crocheté. 
En fonction de la distance par rapport à l’adversaire et de l’effet recherché, le pied pourra être en flexion ou en extension au moment de l’impact, ainsi que la jambe plus ou moins tendue. Trois distances de jambes existent (de plus en plus proche) : longue (matérialisée par une jambe tendue à l’impact), moyenne (jambe fléchie), et courte (corps à corps).
Les techniques de jambes peuvent être soit «jetées» directement vers l'adversaire, soit d'abord «armées» puis dépliée, soit « tendues » dès le départ du coup.
Pour chacune des techniques décrites ci-dessous, certaines parties du corps de l’adversaire sont visées, mais avec les déplacements, les décalages et les opportunités, ces dernières peuvent changer.
Enfin, la plupart des techniques de jambes peuvent être réalisées dans une forme tournée et/ou sautée. 
Les techniques ci-dessous s’effectuent de la jambe avant et de la jambe arrière.

#### Les techniques de jambes, définitions

##### Les coups circulaires
Plusieurs types de circulaires existent en fonction de la distance de la cible à atteindre, de l’intensité de la frappe, et de l’effet recherché. Ils sont généralement délivrés sur les parties latérales du corps de l’adversaire mais peuvent aussi être efficaces sur les zones antérieures et postérieures.
- Circulaire fouetté

Cible : parties latérales du corps de l’adversaire, niveaux bas, moyen, haut.
Arme : dessus du pied, pointe de la chaussure, éventuellement semelle.
Trajectoire : circulaire dans un plan horizontal.
Distance : longue.
Impact : percutant, rebondissant. Hanches de profil, pied d’appui pivoté.
Spécificité : action d’armé du genou de la jambe de frappe pour effectuer un mouvement de fouet.
- Circulaire balancé

Cible : parties latérales du corps de l’adversaire, niveaux bas, moyen, haut.
Arme : dessus du pied, pointe de la chaussure, tibia.
Trajectoire : circulaire et plus ou moins ascendante.
Distance : longue et moyenne.
Impact : percutant, hanches de trois quart, pied d’appui pas nécessairement pivoté.
Spécificité : la jambe de frappe est lancée avec au préalable une action de la hanche entraînant une flexion de la cuisse sur le tronc.
- Circulaire engagé

Cible : parties latérales du corps de l’adversaire, niveaux bas, moyen, haut.
Arme : dessus du pied, tibia.
Trajectoire : circulaire et plus ou moins ascendante.
Distance : moyenne et courte.
Impact : mi-percutant mi-pénétrant, hanches de profil, pied d’appui pivoté au maximum.
Spécificité : la jambe de frappe est lancée avec un engagement total du corps, recherche de puissance maximale. Il est strictement interdit en assaut technique.
- Semi-circulaire

Cible : parties antéro-latérales du corps de l’adversaire, niveaux moyen et haut.
Arme : tibia.
Trajectoire : ascendante/oblique.
Distance : courte.
Impact : pénétrant, hanches de face.
Spécificité : la jambe de frappe est lancée quasi-tendue.

##### Les coups en revers
Plusieurs types de revers existent en fonction de la distance de la cible à atteindre, du positionnement du corps, et de l’effet recherché.
- Revers retombant externe

Cible : toutes les cibles niveau haut. 
Arme : talon, semelle ou bord externe de la chaussure.
Trajectoire : ascendante puis descendante de façon verticale.
Distance : moyenne et courte.
Impact : pénétrant, hanches de face.
Spécificité : la jambe de frappe par un mouvement de circumduction suit une trajectoire de l’intérieur vers l’extérieur par rapport à l’axe longitudinal du corps de l’adversaire. La jambe peut être tendue ou semi-tendue. 
En assaut, on privilégiera la semelle.
- Revers retombant interne

Cible : toutes les cibles niveau haut. 
Arme : talon, semelle ou bord interne de la chaussure.
Trajectoire : ascendante puis descendante de façon verticale.
Distance : moyenne et courte.
Impact : pénétrant, hanches de face.
Spécificité : la jambe de frappe par un mouvement de circumduction suit une trajectoire de l’extérieur vers l’intérieur par rapport à l’axe longitudinal du corps de l’adversaire. La jambe peut être tendue ou semi-tendue. En assaut, on privilégiera la semelle.
- Revers oblique externe

Cible : toutes les cibles niveaux moyen et haut. 
Arme : talon, semelle ou bord externe de la chaussure.
Trajectoire : ascendante puis descendante de façon oblique.
Distance : moyenne.
Impact : pénétrant, hanches de face.
Spécificité : la jambe de frappe par un mouvement de circumduction suit une trajectoire de l’intérieur vers l’extérieur par rapport à l’axe longitudinal du corps de l’adversaire. La jambe peut être tendue ou semi-tendue. En assaut, on privilégiera la semelle.
- Revers oblique interne

Cible : toutes les cibles niveaux moyen et haut. 
Arme : talon, semelle ou bord interne de la chaussure.
Trajectoire : ascendante puis descendante de façon oblique.
Distance : moyenne.
Impact : pénétrant, hanches de face.
Spécificité : la jambe de frappe par un mouvement de circumduction suit une trajectoire de l’extérieur vers l’intérieur par rapport à l’axe longitudinal du corps de l’adversaire. La jambe peut être tendue ou semi-tendue. En assaut, on privilégiera la semelle.
- Revers latéral fléchi

Cible : toutes les cibles à tous les niveaux.
Arme : talon et semelle de la chaussure.
Trajectoire : circulaire dans un plan horizontal.
Distance : moyenne.
Impact : mi percutant mi crocheté, hanches de profil.
Spécificité : la jambe de frappe par un mouvement circulaire suit une trajectoire de l’extérieur vers l’intérieur par rapport à l’axe longitudinal du corps de l’adversaire. Le genou peut être fléchi au départ du mouvement et/ou à l’impact. En assaut, on privilégiera la semelle.
- Revers latéral tendu

Cible : toutes les cibles à tous les niveaux.
Arme : talon et semelle de la chaussure.
Trajectoire : circulaire dans un plan horizontal.
Distance : longue.
Impact : percutant, hanches de profil.
Spécificité : la jambe de frappe est tendue, et par un mouvement circulaire suit une trajectoire de l’extérieur vers l’intérieur par rapport à l’axe longitudinal du corps de l’adversaire. En assaut, on privilégiera la semelle.

##### Les coups directs
Plusieurs types de coups directs existent en fonction de l’impact désiré, du positionnement du corps, et de l’effet recherché.
- Direct Chassé-poussé

Cible : toutes les cibles à tous les niveaux. 
Arme : talon et semelle de la chaussure.
Trajectoire : rectiligne dans un plan antéro-postérieur.
Distance : longue et moyenne.
Impact : pénétrant, hanches de face.
Spécificité : c’est un coup de pied pour remettre à distance ou pousser l’adversaire. Il peut également être un coup de pied d’arrêt. Il s’effectue en poussant l’adversaire avec une flexion préalable de la cuisse sur le tronc et de la jambe sur la cuisse.
- Direct percutant

Cible : toutes les cibles niveaux moyen et haut.
Arme : pointe et éventuellement semelle de la chaussure.
Trajectoire : rectiligne dans un plan frontal.
Distance : moyenne et courte.
Impact : percutant, hanches de face.
Spécificité : il se délivre en réalisant une rapide et subite extension de la jambe sur la cuisse avec une trajectoire montante. Il s’effectue de façon à « piquer » l’adversaire.
- Direct bas

Cible : partie antérieure niveau bas.
Arme : bord interne de la chaussure.
Trajectoire : rectiligne dans un plan antéro-postérieur.
Distance : courte.
Impact : percutant, hanches de face.
Spécificité : il se délivre par un mouvement de balance de la jambe de frappe qui est tendue.

##### Les coups latéraux
Les techniques de jambes appelées « coups de pied latéraux » sont des techniques aux trajectoires directes, rectilignes, qui se délivrent en étant de profil par rapport à l’adversaire au moment de l’impact.
- Latéral Chassé-poussé

Cible : toutes les cibles à tous les niveaux. 
Arme : talon et semelle de la chaussure.
Trajectoire : rectiligne dans un plan antéro-postérieur.
Distance : longue et moyenne.
Impact : pénétrant ou percutant, hanches de profil.
Spécificité : c’est un coup de pied pour remettre à distance ou pousser l’adversaire. Il peut également être un coup de pied d’arrêt. Il s’effectue en poussant l’adversaire avec une flexion préalable de la cuisse sur le tronc et de la jambe sur la cuisse.
- Latéral percutant

Cible : toutes les cibles niveaux moyen et haut.
Arme : bord externe de la chaussure.
Trajectoire : rectiligne dans un plan frontal et antéro-postérieur.
Distance : moyenne.
Impact : percutant/rebondissant, hanches de profil.
Spécificité : il se délivre en réalisant une rapide et subite abduction de la cuisse sur le tronc jambe semi-fléchie avec une trajectoire montante. 

##### Les balayages
Les balayages sont des coups qui ont pour objectif de déséquilibrer l’adversaire sur les côtés, l’arrière ou l’avant.
- Balayage intérieur

Cible : parties latérales des membres inférieurs, sous les genoux.
Arme : bord interne de la chaussure, tibia.
Trajectoire : mouvement de pendule.
Distance : courte.
Impact : poussé pénétrant, hanches de face par rapport à l’adversaire.
Spécificité : cette technique s’effectue avec la jambe qui se situe à l’intérieur de la garde de l’adversaire, afin de le déséquilibrer. La jambe de frappe est lancée tendue et « accompagne » le mouvement.
- Balayage extérieur

Cible : parties latérales des membres inférieurs, sous les genoux.
Arme : bord interne de la chaussure, tibia.
Trajectoire : mouvement de pendule.
Distance : courte.
Impact : poussé pénétrant, hanches légèrement de profil par rapport à l’adversaire.
Spécificité : cette technique s’effectue avec la jambe qui se situe à l’extérieur de la garde de l’adversaire, afin de le déséquilibrer. La jambe de frappe est lancée tendue et « accompagne » le mouvement.
- Fauchage

Cible : parties latérales des membres inférieurs, sous les genoux.
Arme : bord interne de la chaussure, tibia.
Trajectoire : mouvement de pendule.
Distance : moyenne.
Impact : pénétrant, hanches plus ou moins de face par rapport à l’adversaire.
Spécificité : cette technique ressemble au balayage mais avec plus d’amplitude dans le geste. La jambe de frappe est jetée tendue et « percute » l’adversaire.
- Balayage crocheté

Cible : parties postérieures des membres inférieurs, creux poplité.
Arme : dessus de la chaussure.
Trajectoire : postéro antérieure.
Distance : courte.
Impact : pénétrant, hanches de face par rapport à l’adversaire.
Spécificité : cette technique a pour but de crocheter la jambe d’appui de l’adversaire avec le coup de pied pour le déséquilibrer vers l’avant. Le pied est en flexion, placé derrière le genou de l’adversaire, et la cuisse effectue un mouvement de flexion sur le tronc. Il s’agit de « tirer » l’adversaire vers soi.

### Coups de poing
1. Les coups de poing peuvent être portés des deux bras avec, comme seule surface de frappe autorisée la tête des quatre derniers métacarpiens et la première phalange des 2e, 3e,4e, et 5e doigts.
2. En fonction de ce principe, on distingue trois types de coups de poing : 
  - Les directs délivrés sur une trajectoire rectiligne dans un plan antéro-postérieur.
  - Les crochets délivrés sur une trajectoire circulaire dans un plan horizontal.
  - Les uppercuts délivrés de manière circulaire et ascendante dans un plan frontal (uppercut court) et antéro-postérieur (uppercut long).
3. Les coups de poing peuvent être exécutés en sautant.

## La tenue

### En combat
Pour les femmes, la tenue est constituée d’un pantalon lycra, de chaussures de boxe et d’une brassière (ou débardeur).
Pour les hommes, la tenue est constituée de chaussures de boxe et d’un pantalon lycra.
Les caractéristiques de cette tenue (imprimés et couleurs) sont laissées à l’initiative des boxeurs (ses). Cependant, cette tenue devra être décente, ne pas présenter un caractère immoral ou excentrique.

### En assaut technique
La tenue est constituée d'un pantalon en lycra, de chaussures de boxe et d'un débardeur.

## Admissibilité
Pour pratiquer le Chauss’fight il faut être affilié à la Fédération française de sports de contact et disciplines associées et licencié en "Chauss'fight".
Pour pratiquer en compétition, il faut posséder le grade minimum pour la pratique « technique » et/ou l’expérience minimale exigée pour le « combat ». 